# Dieudonné Mubenzem
Dieudonné Mubenzem (* 22. března 1996, Praha) je český házenkář pro TV Hüttenberg a český národní tým.
Zúčastnil se Mistrovství Evropy v házené mužů 2018.
Jeho otec pochází z Demokratické republiky Kongo a jeho matka je Kolumbijka. Poznali se během vysokoškolských studií v bývalém Československu.